# One Thing at a Time
One Thing at a Time è il terzo album in studio del cantante country statunitense Morgan Wallen, pubblicato il 3 marzo 2023 dalla Big Loud Records.
Il progetto discografico si compone di 36 tracce, per una durata complessiva di 1 ora e 51 minuti, ed è stato anticipato dall'uscita di tre singoli — You Proof, Thought You Should Know e Last Night; quest'ultimo è diventato il primo singolo del cantante a raggiungere la numero uno della Billboard Hot 100.
Il disco ha ricevuto pareri variegati da parte della critica e un vasto consenso dal pubblico, debuttando alla numero uno della Billboard 200 con 501 000 unità equivalenti ad album, rappresentando la settimana con il più alto numero di unità per un album country dal 2021.
Per supportare la promozione dell'album, dall'aprile 2023 Wallen è impegnato nel One Thing at a Time Tour.

## Antefatti
In una dichiarazione rilasciata a Whiskey Riff il 30 gennaio 2023, Wallen ha spiegato che l'album "riunisce tutte le influenze musicali che lo hanno formato come artista, ovvero il country, la musica alternativa e l'hip-hop" e che l'album si è concluso con 36 canzoni "in quanto [il gruppo di produzione] continuava a esplorare tra i testi, la musica e la produzione e che questo era il numero giusto [di tracce]". Billboard ha definito l'album come una "fusione di generi".
La foto della copertina dell'album è stata scattata fuori la casa del nonno di Wallen a Sneedville, Tennessee.

## Accoglienza
| Recensione     | Giudizio |
| -------------- | -------- |
| Metacritic     | 48/100   |
| AllMusic       |          |
| Pitchfork      | 4.1/10   |
| Slant Magazine |          |

One Thing at a Time ha ricevuto pareri contrastanti da parte della critica, con una valutazione di 48/100 da parte dell'aggregatore Metacritic basata sulle valutazioni di cinque critici.
Paul Attard di Slant Magazine ha considerato l'album come "azzardatamente irregolare" con "alcuni aspetti che possono essere considerati delle novità per gli standard di Wallen" in quanto "la sua musica solitamente si focalizza su una di queste tre cose: essere sbronzo, i problemi d'amore e Gesù"
Stephen Thomas Erlewine di AllMusic ha scritto che "l'estensione incontrollata [di 36 tracce] implica che l'album può offrire un po' di tutto a tutti" con "canzoni da festa, canzoni tristi, canzoni derivanti direttamente dagli standard del rock classico", così come "canzoni sulla birra, sul whiskey o sul vino".
Sam Sodomsky di Pitchfork ha criticato la lunghezza dell'album e l'etica apparente di "Wallen fedele solo a sé stesso" pur avendo 49 co-autori delle sue canzoni. Sodomsky ha anche notato che il titolo "sembra confermare che Wallen consideri questo momento come di transizione", concludendo con il dire che "in ogni caso niente di tutto ciò porta a qualcosa di abbastanza interessante da farti cambiare l'idea che si ha di Wallen".

## Successo commerciale
One Thing at a Time ha debuttato alla numero uno della Billboard 200 nella settimana del 18 marzo 2023, con 501 000 unità equivalenti ad album, delle quali 111 500 copie fisiche. L'album ha aperto con il più alto numero di unità equivalenti sin dall'ottobre 2022, quando Midnights di Taylor Swift debuttò con 1 milione e 578 mila unità, ed ha anche rappresentato la più grande settimana di apertura di un album country per numero di unità vendute sin dal novembre 2021 quando Red (Taylor's Version), della stessa Swift, aprì alla numero uno con 604 500 unità. I 36 brani componenti l'album hanno accumulato 500 milioni di streaming nella prima settimana di debutto. Con 19 settimane non consecutive in vetta alla Billboard 200, One Thing at a Time è diventato l'album country con la maggior permanenza alla prima posizione della classifica album statunitense, superando il record di 18 settimane precedentemente detenuto da Ropin' the Wind di Garth Brooks. Inoltre, è diventato solamente il dodicesimo album nella storia della Billboard 200 a trascorrere almeno 19 settimane in vetta alla classifica.
Nella settimana di uscita dell'album, tutte le 36 tracce sono entrate in classifica nella Billboard Hot 100, infrangendo il record precedentemente detenuto da Drake per il maggior numero di canzoni contemporaneamente in classifica. Inoltre, ha segnato un nuovo record per il maggior numero di debutti contemporanei, con 27 canzoni. Nella settimana di debutto, Wallen ha occupato cinque posizioni della Top 10, con Last Night che ha raggiunto la vetta della Hot 100 diventando la sua prima numero uno della carriera.

## Tracce
1. Born with a Beer in My Hand – 3:07 (testo: Morgan Wallen, Zach Abend, Michael Hardy)
2. Last Night – 2:43 (testo: John Byron, Ashley Gorley, Jacob Kasher Hindlin, Ryan Vojtesak)
3. Everything I Love – 3:05 (testo: Wallen, Gorley, Ernest Keith Smith, Vojtesak, Gregg Allman, Robert Kim Payne)
4. Man Made a Bar (feat. Eric Church) – 3:09 (testo: Rocky Block, Jordan Dozzi, Larry Fleet, Brett Tyler)
5. Devil Don't Know – 3:24 (testo: Travis Denning, Jared Mullins, Ben Stennis)
6. One Thing at a Time – 3:26 (testo: Gorley, Smith, Vojtesak, Wallen)
7. '98 Braves – 2:58 (testo: Byron, Josh Miller, Travis Wood)
8. Ain't That Some – 2:37 (testo: Chris LaCorte, Chase McGill, Miller, Blake Pendergrass)
9. I Wrote the Book – 3:00 (testo: Wallen, Hardy, Cameron Montgomery)
10. Tennessee Numbers – 3:45 (testo: Jordan Minton, Pendergrass,  Wood)
11. Hope That's True – 3:05 (testo: Wallen, Smith, Vojtesak)
12. Whiskey Friends – 3:24 (testo: Wallen, Gorley, Jonathan Hoskins, Smith, Josh Thompson, Vojtesak)
13. Sunrise – 3:01 (testo: Byron, Pendergrass)
14. Keith Whitley – 3:07 (testo: Thomas Archer, Brad Clawson, Mullins)
15. In the Bible (feat. Hardy) – 3:14 (testo: Solána Imani Rowe)
16. You Proof – 2:36 (testo: Wallen, Gorley, Smith, Vojtesak)
17. Thought You Should Know – 3:34 (testo: Wallen, Nicolle Galyon, Miranda Lambert)
18. F150-50 – 3:10 (testo: Mullins, John Pierce, Stennis)
19. Neon Star (Country Boy Lullaby) – 2:51 (testo: Wallen, Smith, Thompson, Vojtesak)
20. I Deserve a Drink – 3:24 (testo: Byron, Devin Dawson, Jacob Durrett, Hillary Lindsey)
21. Wine into Water – 3:43 (testo: Byron, Matt Jenkins, Pendergrass)
22. Me + All Your Reasons – 2:53 (testo: Wallen, Gorley, Smith, Vojtesak)
23. Tennessee Fan – 3:18 (testo: Wallen, Gorley, Hardy, Mark Holman)
24. Money on Me – 2:55 (testo: Michael Lotten, Pendergrass, Matt Roy)
25. Thinkin' Bout Me – 2:56 (testo: Byron, Gorley, Taylor Phillips, Vojtesak)
26. Single Than She Was – 2:40 (testo: Byron, Johnson, Vojtesak)
27. Days That End in Why – 2:41 (testo: Byron, Pendergrass, Driver Williams)
28. Last Drive Down Main – 3:13 (testo: Jerry Flowers, Ryan Hurd, Lotten)
29. Me to Me – 2:18 (testo: Wallen, Gorley, Smith, Vojtesak)
30. Don't Think Jesus – 3:44 (testo: Jessi Alexander, Holman, McGill)
31. 180 (Lifestyle) – 3:07 (testo: Block, Gorley, Holman, Pendergrass, Smith, Vojtesak, Bryan Williams, Jeffrey Williams, Dequantes Lamar, London Holmes, Arsenio Archer)
32. Had It – 3:18 (testo: Block, Alexander Izquierdo, Vojtesak)
33. Cowgirls (feat. Ernest) – 3:01 (testo: Block, Gorley, James Maddocks, Smith, Vojtesak)
34. Good Girl Gone Missin' – 2:54 (testo: Wallen, Gorley, Maddocks, Smith, Vojtesak)
35. Outlook – 3:13 (testo: Wallen, Rodney Clawson, Jeff Hyde)
36. Dying Man – 3:02 (testo: Johnson, Pendergrass, Thompson)

Note
- Everyting I Love contiene campionamenti tratti da Midnight Rider dei The Allman Brothers Band.[19]
- 180 (Lifestyle) contiene campionamenti tratti da Lifestyle dei Rich Gang.[19]

## Formazione
Musicisti
- Morgan Wallen – voce
- Bryan Sutton – chitarra acustica (tracce 1–15, 17–29, 31–34, 36), ukulele (2), mandolino (4, 7, 8, 14, 15, 20, 23, 28–30, 33, 36), banjo (8), dobro (11), bouzouki (36)
- Jimmie Lee Sloas – basso (1, 3–5, 7–15, 17–24, 26–33, 35, 36)
- Jerry Roe – batteria (1, 3–8, 10–12, 14–24, 26–32, 34–36), percussioni (1–7, 9, 11, 15, 17–19, 23–25, 27, 28, 30, 32, 34–36)
- Tom Bukovac – chitarra elettrica
- Derek Wells – chitarra elettrica (1, 3, 11)
- Dave Cohen – tastiera (tutte le tracce), organo Hammond (17, 30, 35)
- Zach Abend – programmazione (1)
- Charlie Handsome – programmazione (2, 16, 25, 31, 34), chitarra elettrica (3, 25)
- Wes Hightower – voce di sottofondo (3, 14, 15, 28, 33)
- Dan Dugmore – steel guitar (4, 10, 14, 20, 36)
- Eric Church – voce (4)
- Todd Lombardo – chitarra acustica (5, 16, 27, 30, 35), mandolino (17, 30)
- Paul Franklin – steel guitar (5, 7, 17, 30, 32)
- Mark Hill – basso (6)
- Jacob Durrett – programmazione (8, 9, 13, 19, 31, 33)
- Cameron Montgomery – programmazione (9)
- Hardy – voce (15)
- Ben Stennis – programmazione (18)
- Dominic Frost – chitarra elettrica (23, 29)
- Ernest – voce (33)
- James Maddocks – programmazione (34)
- Ashlyne Wallen – voce di sottofondo (35)

Produzione
- Joey Moi – produzione, missaggio
- Charlie Handsome – co-produzione (2, 16, 25, 34)
- Jacob Durrett – co-produzione (9, 13, 19, 31, 33)
- Cameron Montgomery – co-produzione (9)
- Ted Jensen – mastering (1–5, 7–22, 24–26, 28–36)
- Justin Shturtz – mastering (6, 23, 27)
- Josh Ditty – ingegneria, editing (tutte le tracce); co-missaggio(3, 35)
- Elvind Mordland – editing (tutte le tracce), co-missaggio(1, 26)
- Ryan Yount – editing, assistente ingegneria
- Scott Cooke – editing
- Steve Cordray – assistente ingegneria (1, 14, 18, 20, 28)
- Joey Stanca – assistente ingegneria (2, 3, 8–10, 12, 21, 23, 26, 29, 33, 36)
- Sean Badum – assistente ingegneria (4, 5, 7, 13, 15–17, 19, 22, 25, 27, 30, 31, 35)
- Lucas Glenney-Tegtmeier – assistente ingegneria (6, 11)
- Ally Gecewicz – coordinatore produzione

## Classifiche

### Classifiche settimanali
| Classifica (2023)     | Posizione massima |
| --------------------- | ----------------- |
| Australia             | 1                 |
| Australia (country)   | 1                 |
| Canada                | 1                 |
| Irlanda               | 18                |
| Norvegia              | 9                 |
| Nuova Zelanda         | 1                 |
| Regno Unito           | 40                |
| Regno Unito (country) | 1                 |
| Stati Uniti           | 1                 |
| Stati Uniti (country) | 1                 |

### Classifiche di fine anno
| Classifica (2023) | Posizione massima |
| ----------------- | ----------------- |
| Australia         | 4                 |
| Canada            | 1                 |
| Nuova Zelanda     | 8                 |
| Stati Uniti       | 1                 |

### Classifiche di fine secolo
| Classifica (2000-2024) | Posizione |
| ---------------------- | --------- |
| Stati Uniti            | 6         |